# Wonfurt
Wonfurt település Németországban, azon belül Bajorországban. Lakosainak száma 1980 fő (2023. december 31.).

## Népesség
A település népessége az elmúlt években az alábbi módon változott:
| Lakosok száma | 620  | 1001 | 1012 | 1930 | 1907 | 1896 | 1973 | 1977 | 1969 | 1980 |
|               | 1875 | 1950 | 1975 | 2010 | 2012 | 2013 | 2015 | 2017 | 2021 | 2023 |